# Flux metabòlic
El flux metabòlic és el pas d’un metabòlit a través d’un sistema de reaccions al llarg del temps. El flux metabòlic es refereix a la quantitat d'un metabòlit processat per un o més passos catalítics per unitat de temps i normalment es normalitza per l'abundància cel·lular.